# Demokratische Partei (Indonesien)
Die Demokratische Partei (Partai Demokrat, PD) ist eine politische Partei in Indonesien. Sie wurde am 9. September 2001 gegründet. Ihre politische Ausrichtung beruht auf der Pancasila, also den fünf Grundsätzen der indonesischen Verfassung.
Bei den Parlamentswahlen 2004 erhielt die PD 7,5 % der Stimmen und 57 von 550 Sitzen.
Bei der ersten direkten Wahl des Präsidenten 2004 nominierte die PD Susilo Bambang Yudhoyono. Er erhielt bereits im ersten Wahlgang die meisten Stimmen und setzte sich in der Stichwahl mit 69 % der Stimmen gegen die Amtsinhaberin Megawati Sukarnoputri von der PDI-P durch.
Nachdem der Vorsitzende der Partei, Anas Urbaningrum, im Februar 2013 aufgrund von Korruptionsvorwürfen zurücktrat, wurde Susilo Bambang Yudhoyono auch Vorsitzender der Partei.